# Walenty Szczepaniak
Walenty Szczepaniak (ur. 8 stycznia 1931 w Kotlinie, zm. 23 maja 2024) – polski chemik, profesor nauk chemicznych specjalizujący się w chemii analitycznej.

## Życiorys
W 1951 roku ukończył Liceum Ogólnokształcące w Pleszewie. Studia na Wydziale Matematyki, Fizyki i Chemii Uniwersytetu im. Adama Mickiewicza w Poznaniu ukończył w roku 1955. Sześć lat później uzyskał stopień doktora za rozprawę pt. Selektywne wymieniacze jonowe. Habilitację otrzymał za pracę Żywica dwufenylokarbazydowa i jej zastosowania do oznaczania chromu. W 1986 roku uzyskał tytuł profesora.
W latach 1975–1981 pełnił funkcję dyrektora Instytutu Chemii na wydziale Mat-Fiz-Chem UAM. Był inicjatorem powołania Wydziału Chemii UAM i w 1981 r. został jego pierwszym dziekanem. Przez wiele lat kierował Zakładem Analizy Instrumentalnej.
Tematem jego prac i badań naukowych były m.in. selektywne wymieniacze jonowe, kompleksony fosfoorganiczne, analiza ekstrakcyjno-spektrofotometryczna oraz analiza instrumentalna. Jest autorem podręcznika akademickiego Metody instrumentalne w analizie chemicznej. Był członkiem Komitetu Chemii Analitycznej Polskiej Akademii Nauk.
Zmarł 23 maja 2024 roku.

## Odznaczenia
- Krzyż Kawalerski Orderu Odrodzenia Polski
- Medal Komisji Edukacji Narodowej
- Medal Wiktora Kemuli